# Хімічні серця
«Хімічні серця» (англ. Chemical Hearts) — американський романтично-драматичний фільм 2020 року, спродюсований і знятий режисером Річардом Тенне для Amazon Studios за власним сценарієм, що заснований на романі Крістал Сазерленд «Наші хімічні серця». У головних ролях — Остін Абрамс і Лілі Рейнгарт.

## Сюжет
Сімнадцятирічний Генрі Пейдж мріє стати відомим письменником, тому його цікавлять тільки книги та публікація власних статей у місцевому молодіжному виданні. Звичайне життя Генрі руйнує приїзд новенької учениці за обміном — Грейс, в яку скромний романтик одразу закохується.

## Основний акторський склад
- Остін Абрамс — Генрі Пейдж
- Лілі Рейнгарт — Грейс Таун
- Сара Джонс — Седі
- Адхір Калян — Кем Шарма
- Брюс Альтман — Тобі
- Кара Янг — Лола
- Корал Пенья — Кора
- Сі Джей Гофф — Мюррей
- Кетрін Кертін — Сара

## Виробництво
У червні 2016 року компанія Awesomeness Films придбала права на екранізацію «Chemical Hearts». У червні 2019 року було оголошено про приєднання до акторського складу Лілі Рейнгарт і Остіна Абрамса та що режисером стане автор сценарію Річард Тенне. Основні зйомки розпочалися в червні 2019 року в Нью-Джерсі.
Фільм випущений 21 серпня 2020 року на Amazon Prime Video.